# Sint-Casimirkerk (Vilnius)
De Sint-Casimirkerk (Litouws: Švento Kazimiero bažnyčia) behoort tot de belangrijkste kerken van de stad Vilnius, Litouwen. Het kerkgebouw is de oudste barokke kerk van de hoofdstad. Naamgever is de heilige Casimir, schutspatroon van Litouwen.

## Bouw

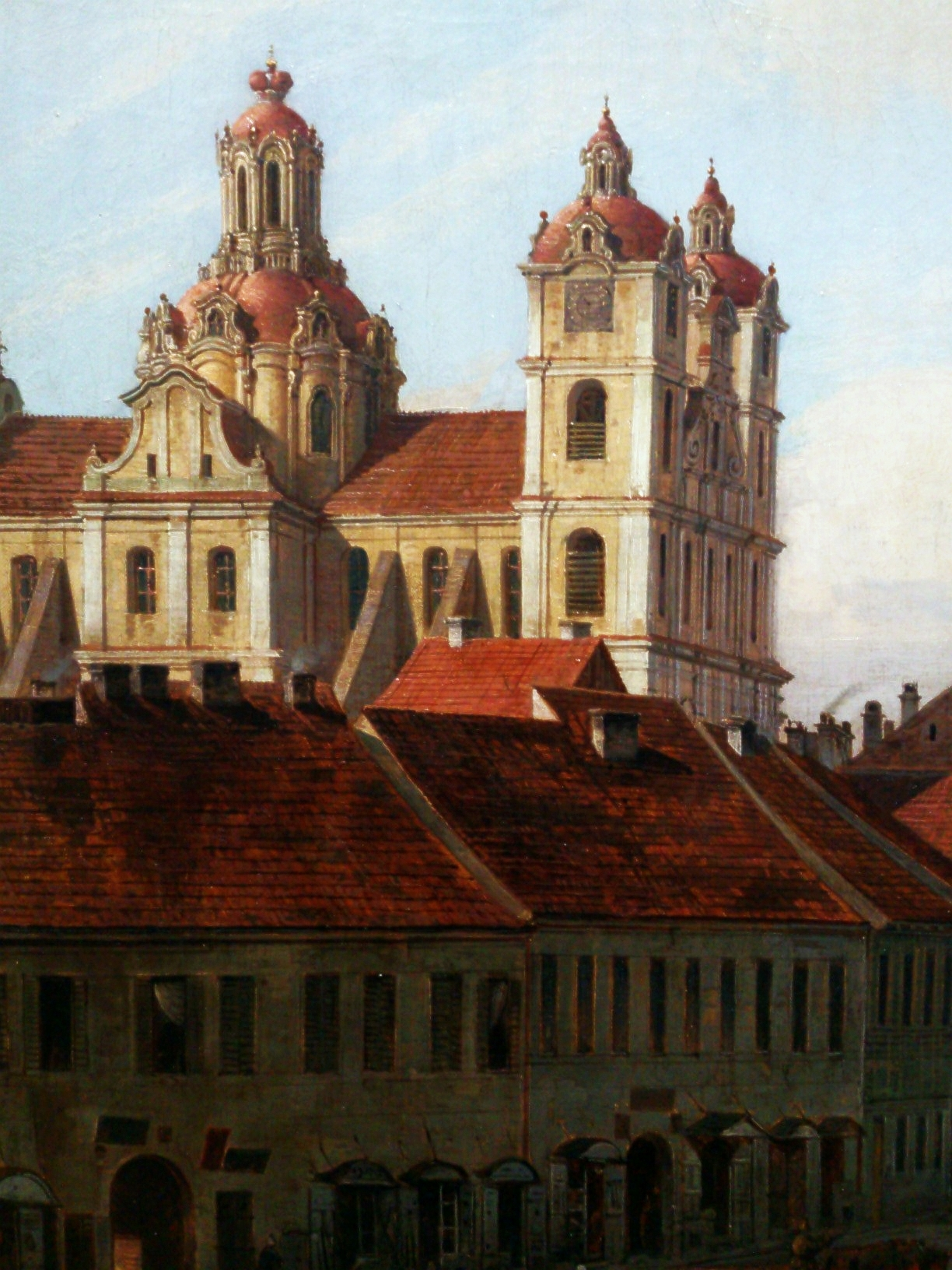
De kerk in 1846

De kerk werd gebouwd in de periode 1604-1609. De uiteindelijke voltooiing van het interieur volgde in 1615. Het werd de nieuwe kerk van de Jezuïeten, die in 1569 naar Vilnius kwamen en voorlopig de naast de door hen gestichte universiteit gelegen Johanneskerk voor de erediensten gebruikten. Zoals veel kerken van de Jezuïeten oriënteerde ook de bouw van de Casimirkerk zich aan de Il Gesù te Rome. Typerend voor de vroegbarokke kerk is de verbinding van de architectuur van de centrale ruimte met het kerkschip door een grote koepel boven de viering (hoogte 40 meter, doorsnee 17 meter) en een breed (hier 25 meter breed) kerkschip. In tegenstelling tot de Il Gesù wordt de voorgevel van de Casimirkerk geflankeerd door torens.

## Geschiedenis
Van Vilnius uit werden de Jezuïeten ingezet om de contrareformatie in het grootvorstendom Litouwen te begeleiden. Eén van de meest belangrijke vertegenwoordigers in de vroege 17e eeuw hiervan was de heilige Andreas Bobola, die in 1622 in de Casimirkerk aangesteld werd nadat hij aan de universiteit van de Jezuïeten had gestudeerd.
In de loop der eeuwen werd de kerk meerdere malen verwoest: in 1655 door de bezetting van de stad door Russische troepen, in 1706 door een brand in verband met de Zweedse belegering van de stad en in 1749 opnieuw door een brand. In de jaren 1750-1755 kreeg de kerk een nieuwe inrichting met een prachtig hoogaltaar en de markante vergulde kroon boven de viering. Troepen van Napoleon verwoestten vervolgens het interieur, die de kerk als een opslagruimte in gebruik namen. Na het verbod op de Orde van de Jezuïeten namen de Augustijnen het kerkgebouw over en later een missie-orde. 
Na de opstand in 1831 droegen de autoriteiten de kerk in het kader van de russificatie over aan de Russisch-orthodoxe Kerk, die de kerk omdoopte tot de Kerk van de Heilige Nicolaas. Naar een ontwerp van de Russische architect Nikolaj Tsjagin werd de kerk in de periode 1864-1868 aanmerkelijk verbouwd: de torens werden ingekort en kregen uitvormige bekroningen; ook onderging de gevel een metamorfose en werd er een iconostase ingebouwd.
Na de Eerste Wereldoorlog hernamen de Jezuïeten weer de leiding in de kerk, totdat de atheïstische regering van de Litouwse SSR de sluiting van de kerk in 1949 verordonneerde. De kerk werd ontheiligd en kreeg een bestemming als opslagplaats voor gewas en wijn en opnieuw werd de inrichting vernield. Na een verbouwing in de jaren 1955-1957 werd er een Museum van het Atheïsme in de kerk geopend. 
Het kerkgebouw keerde in 1989 terug naar de Jezuïeten, die de kerk in 1991 plechtig heropenden.

## Crypte
De crypte overleefde alle verwoestingen sinds de eerste bouw in de 17e eeuw. Bij renovatiewerkzaamheden werd de crypte in 1991 herontdekt. Ook de tekeningen aan de gewelven van de crypte hebben de tand des tijds doorstaan.

## Orgel
Het orgel van de kerk op de galerij werd gebouwd door de Litouwse orgelbouwer Laimis Pikutis. Het orgel bezit 45 registers verdeeld over drie manualen. Bij de bouw werden oudere onderdelen hergebruikt van een oorspronkelijk Stumm-orgel, dat in de Stadskerk in het Duitse Durlach stond opgesteld en in 1968 door de orgelbouwfirma Oberlinger uit Windesheim werd vervangen door een nieuw orgel. Bij een restauratie van het orgel in de jaren 1990 werden de niet gebruikte delen van het Oberlinger-orgel hergebruikt voor het nieuwe orgel voor de Sint-Casimirkerk.

## Afbeeldingen

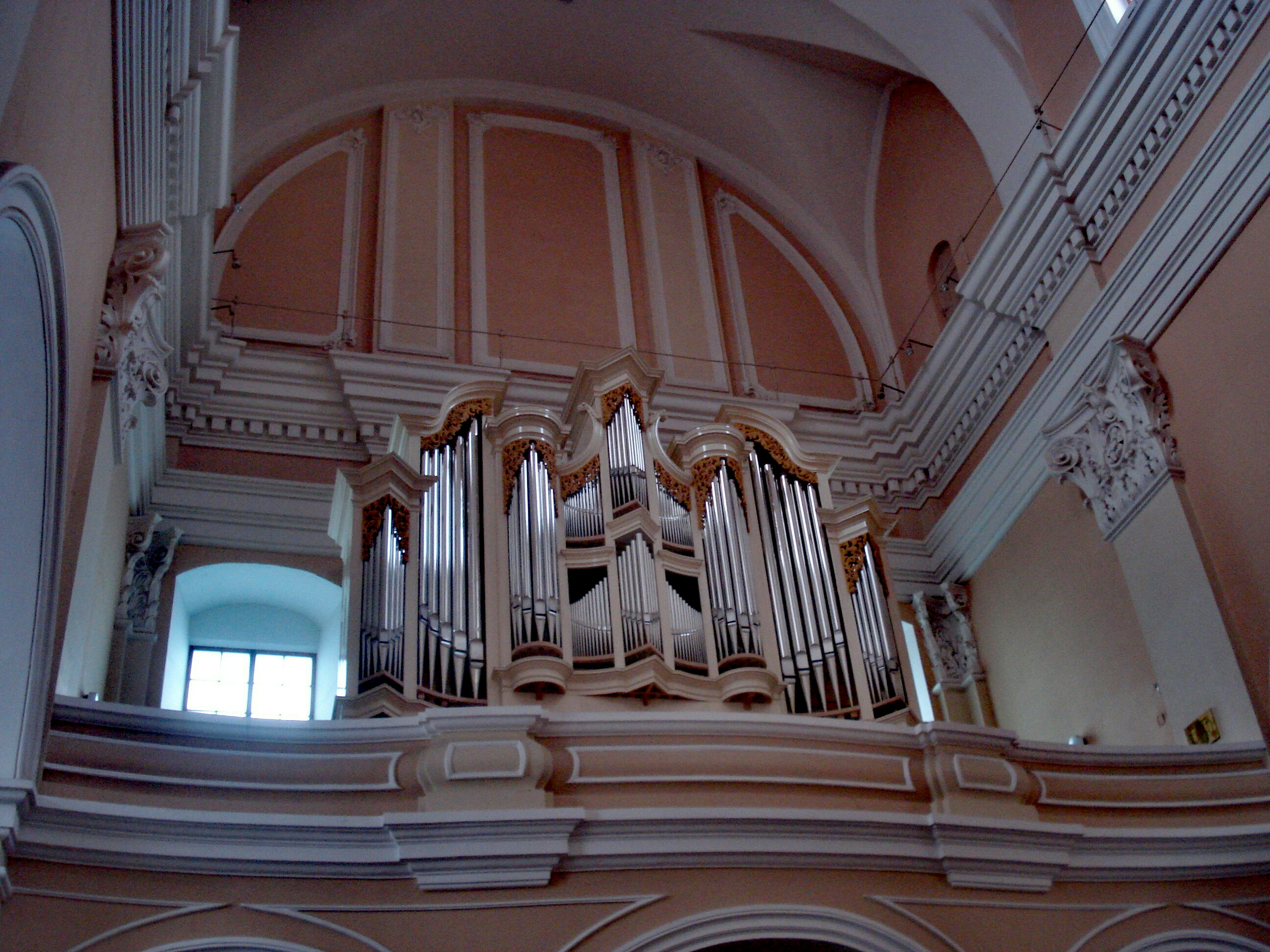
Orgel
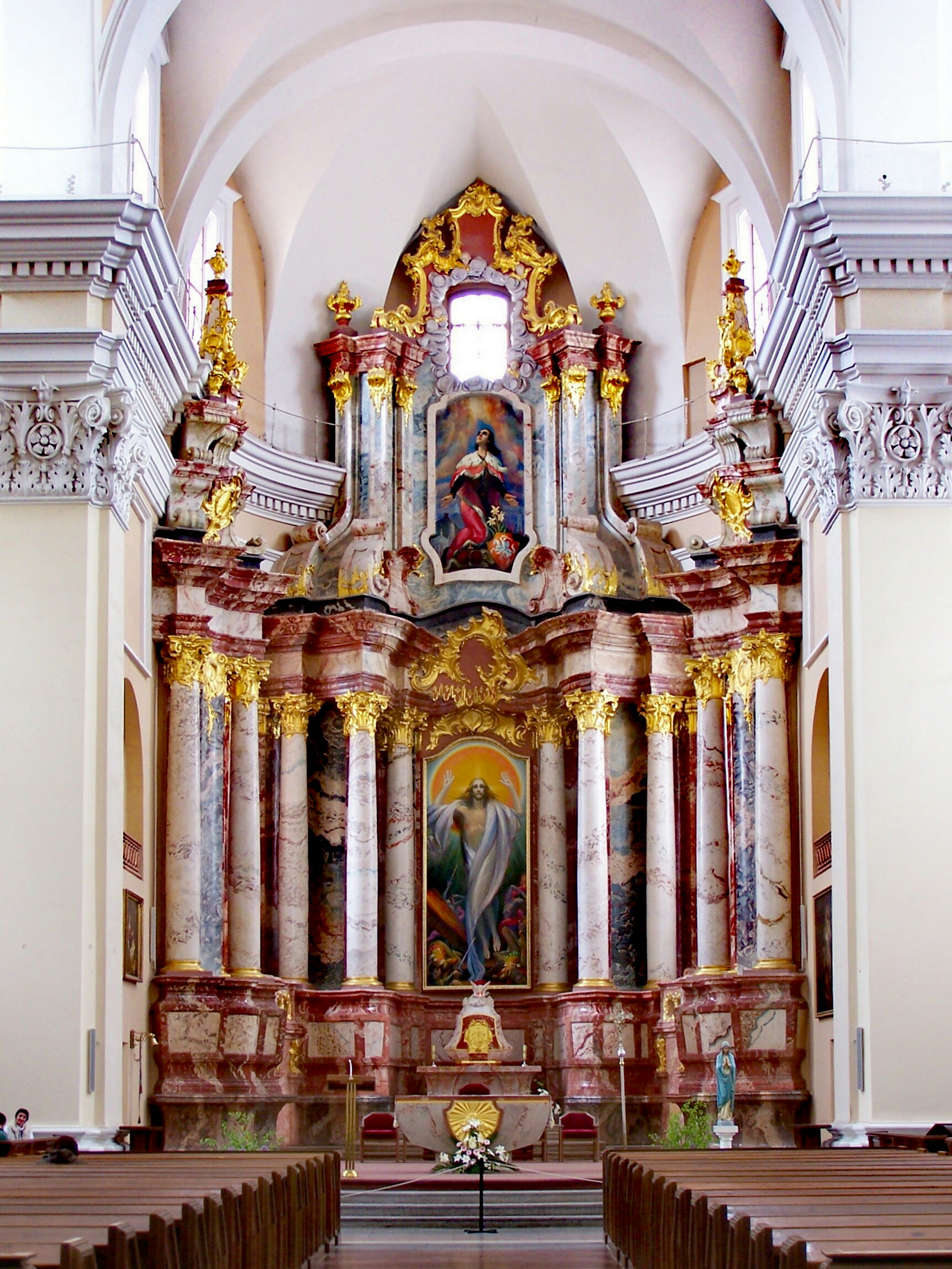
Hoogaltaar
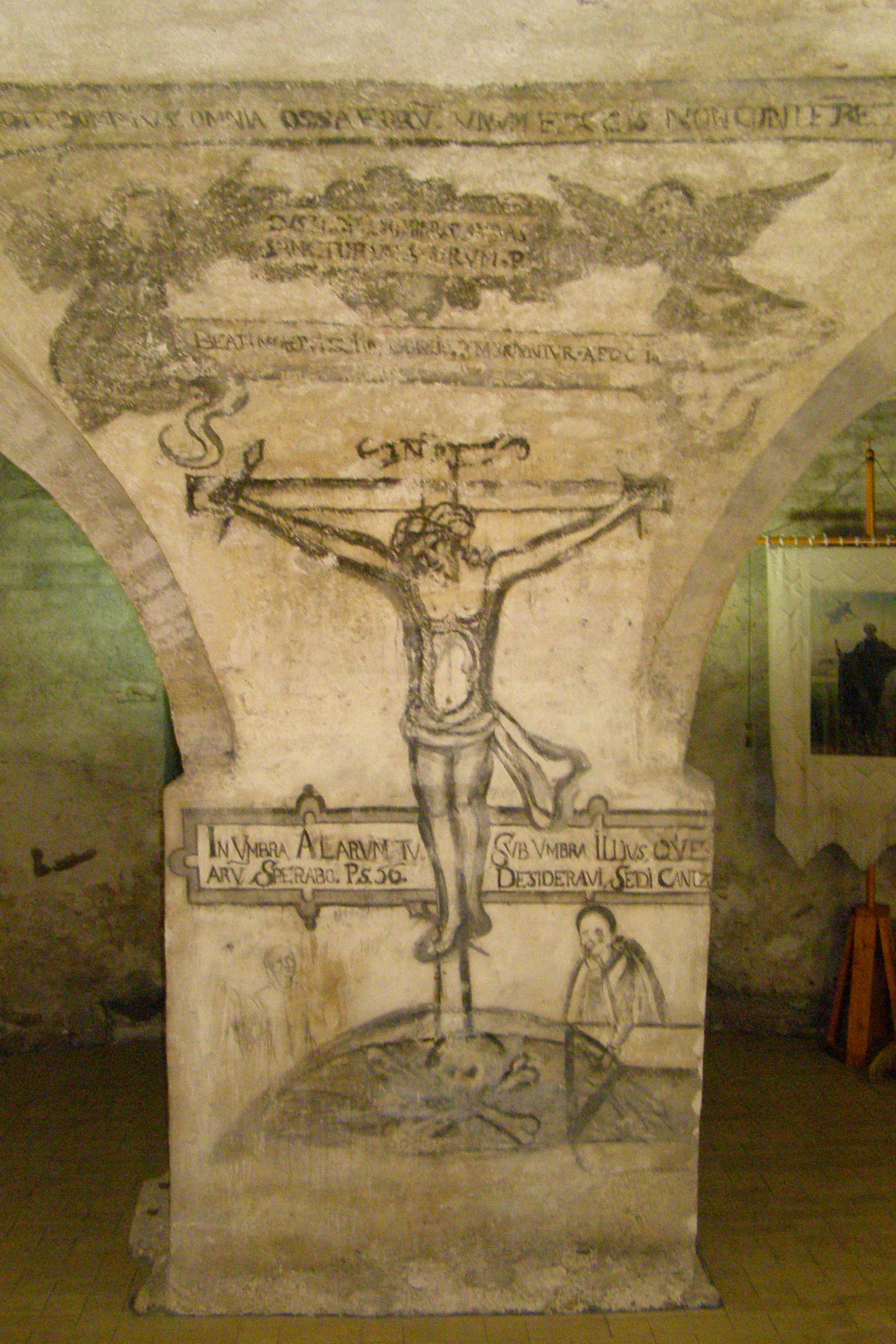
Crypte
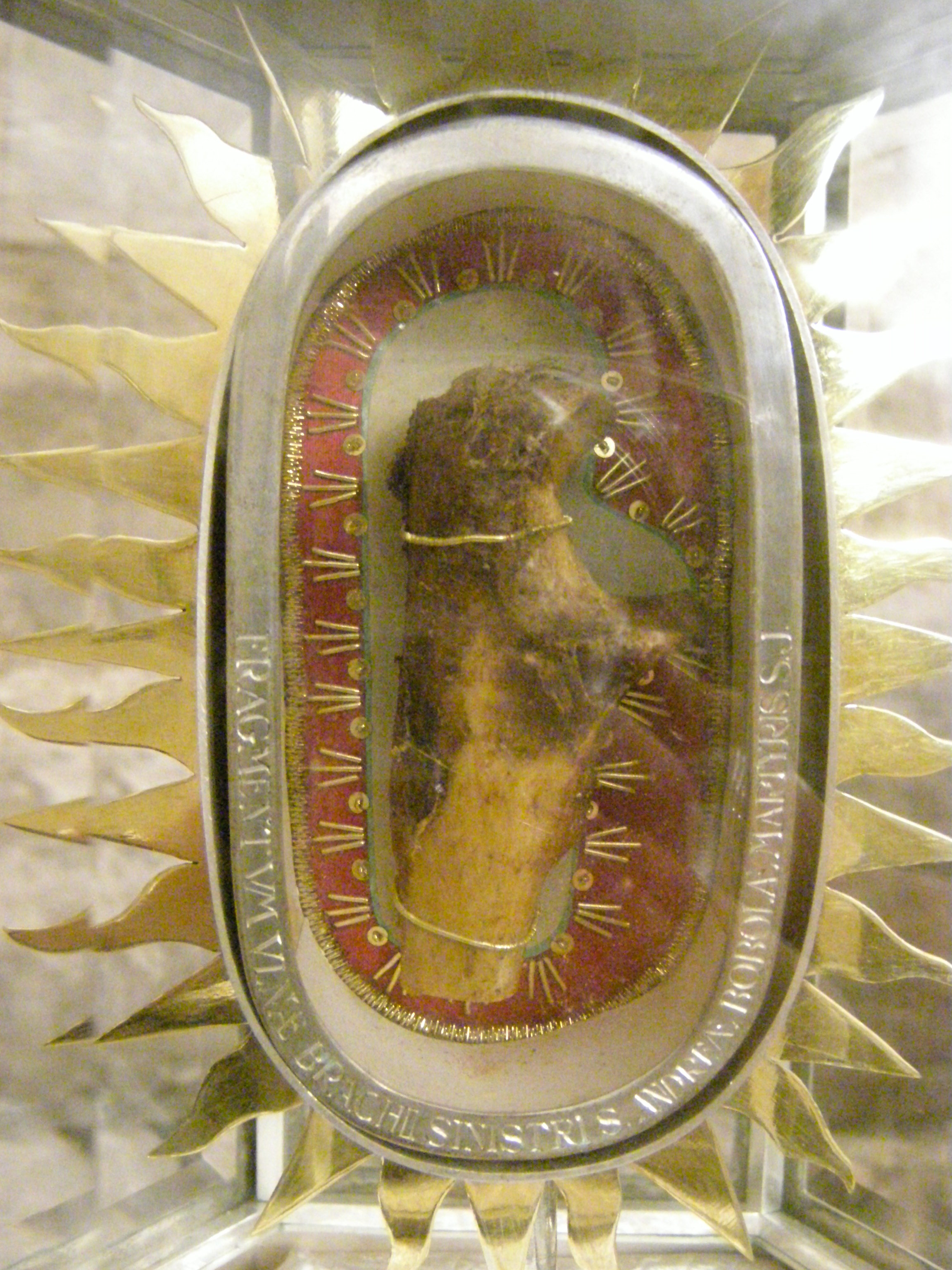
Reliek Andreas Bobola